# مها المنیف
مها المنیف (عربی:مها عبدالله المنیف؛ متولد ۱۹۶۰) مدیر اجرایی برنامه ملی ایمنی خانواده (NFSP) در عربستان سعودی است. او متخصص بیماری‌های عفونی کودکان است و در زمینه افزایش آگاهی دربارهٔ خشونت خانگی و حمایت از قربانیان کودک‌آزاری فعالیت داشته است.

## زندگی
المنیف در سال ۱۹۶۰ در عربستان سعودی به دنیا آمد، همزمان با سالی که برای اولین بار به دختران اجازه تحصیل داده شد. او تحصیلات مدرسه و دانشگاهی خود را در عربستان سعودی گذراند، اما مهارت‌هایش طی ده سال کار در ایالات متحده تکمیل شد. در عربستان به او حقایق آموخته شد، اما در آمریکا یادگرفت چگونه از چالش‌ها عبور کند.

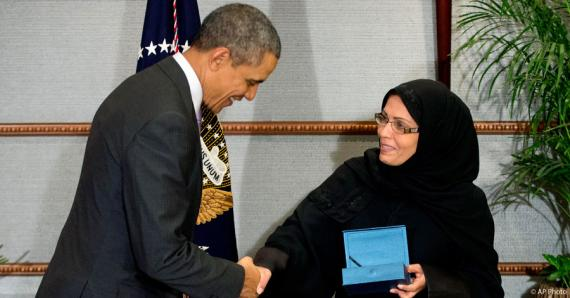
پرزیدنت اوباما در سال ۲۰۱۶ جایزه را به المنیف اهدا کرد

در فاصله سال‌های ۲۰۰۹ تا ۲۰۱۳، دکتر المنیف به عنوان مشاور در شورای مشورتی عربستان سعودی (مجلس شورا) فعالیت داشت. در اوت ۲۰۱۳، شورای وزیران قوانین مهمی را برای حمایت از قربانیان خشونت خانگی تصویب کرد. المنیف و برنامه ملی ایمنی خانواده در تهیه پیش‌نویس و ارائه مشاوره برای قانون «حفاظت در برابر سوءاستفاده» نقش کلیدی داشتند. این قانون برای اولین بار در عربستان سعودی خشونت خانگی را تعریف و جرم انگاری کرد.
مها المنیف در سال ۲۰۱۴ به پاس تلاش‌های بشردوستانه‌اش، به ویژه در این زمینه، موفق به دریافت جایزه بین‌المللی زنان شجاع شد. به دلیل عدم امکان حضور در مراسم اهدای جایزه، باراک اوباما در آوریل ۲۰۱۴ این جایزه را در عربستان سعودی به وی اعطا کرد.
برنامه ملی ایمنی خانواده (NFSP) در سال ۲۰۰۵ با هدف مقابله با خشونت خانگی و کودک‌آزاری در عربستان سعودی تأسیس شد. این برنامه اقدامات حمایتی متعددی را توسعه داده، آمار مربوط به خشونت خانگی و کودک‌آزاری در عربستان سعودی را ثبت و گزارش کرده، و همچنین خدمات تخصصی برای قربانیان سوءاستفاده ارائه نموده است.